# Roztoki Górne
Roztoki Górne (ukrán nyelven: Розтоки Горішні [Roztoki Horisnyi]) Lengyelország délkeleti részén, a Kárpátaljai vajdaságban, a Leskói járásban fekvő kis falu, közel a lengyel–szlovák határhoz. A település közel 7 kilométernyire fekszik Cisna község központjától, Cisnától déli irányban, 36 kilométernyire délre található a járási központtól, Leskótól és 101 kilométernyire délre van Rzeszówtól, amely a Kárpátaljai vajdaság központja.
A településen mindössze 16 fő él.

## Fordítás
Ez a szócikk részben vagy egészben  a   Roztoki Górne című angol Wikipédia-szócikk ezen változatának fordításán alapul.  Az eredeti cikk szerkesztőit annak laptörténete sorolja fel. Ez a jelzés csupán a megfogalmazás eredetét és a szerzői jogokat jelzi, nem szolgál a cikkben szereplő információk forrásmegjelöléseként.